# IC 1540
IC 1540 ist eine Balken-Spiralgalaxie vom Hubble-Typ SBb im Sternbild Andromeda am Nordsternhimmel. Sie ist schätzungsweise 267 Millionen Lichtjahre von der Milchstraße entfernt.
Das Objekt wurde am 25. Oktober 1897 vom französischen Astronomen Stéphane Javelle entdeckt.